# Creation (Album)
Creation ist ein Jazzalbum des Pianisten Keith Jarrett, das 2015 bei ECM erschien. Es enthält neun Mitschnitte von Stücken, die während seiner improvisierten Solokonzerte entstanden und 2014 in Tokyo, Toronto, Paris und Rom mitgeschnitten wurden.

## Hintergrund
Im Unterschied zu den früheren Livealben Jarretts, die den improvisatorischen Prozess der jeweils dokumentierten Solokonzerte insgesamt darstellen, wählte der Pianist diesmal zentrale Momente von fünf Auftritten aus. Das Album erschien am 8. Mai 2015 aus Anlass von Keith Jarretts 70. Geburtstag auf ECM.

## Titelliste

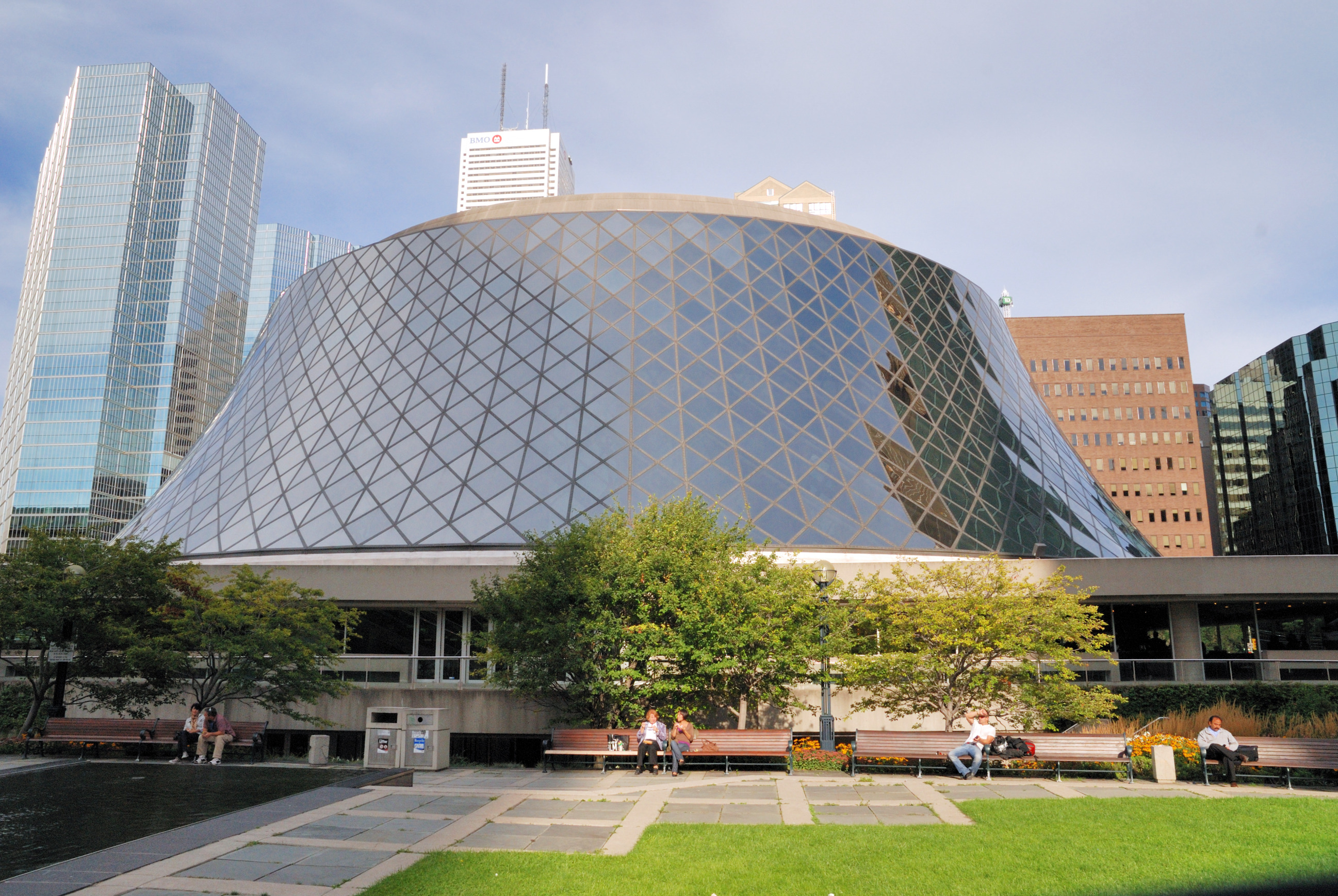
Die Roy Thomson Hall in Toronto, in der Jarrett am 25. Juni 2014 auftrat

- Keith Jarrett: Creation (ECM 2450[2])

1. Part I (Toronto, Roy Thomson Hall, 25 June 2014) – 8:17
2. Part II (Tokyo, Kioi Hall,  9 May 2014) – 7:40
3. Part III (Paris, Salle Pleyel, 4 July 2014) – 6:59
4. Part IV (Rome, Auditorium Parco della Musica, 11 July 2014) – 7:33
5. Part V (Tokyo, Kioi Hall, 9 May 2014) – 7:13
6. Part VI (Tokyo, Orchard Hall, 6 May 2014) – 9:25
7. Part VII (Rome, Auditorium Parco della Musica,  11 July 2014) – 8:17
8. Part VIII (Rome, Auditorium Parco della Musica, 11 July 2014) – 8:36
9. Part IX (Tokyo, Orchard Hall, 30 April 2014) – 8:30

## Rezeption
Nach Ansicht von John Kelman, der das Album in All About Jazz rezensierte, stellen die Solo-Piano-Aufnahmen auf Creation Mitschnitte vom Rang der frühen Livealben dar, die vor Jarretts Erkrankung am Chronischen Fatigue-Syndrom entstanden sind. Das Konzept Jarretts, aus Mitschnitten verschiedener Auftritte ein „neues Ganzes“ zusammenzustellen, sei ein unverbrauchtes Unternehmen für Jarrett. Nachdem in den vergangenen Jahren dessen Soloauftritte etwas Vorhersehbares bekommen hätten, vermeide Creation letztlich alle vorhersagbaren Konstrukte mit einem Programm, das größtenteils düster und grüblerisch sei, stark auf akkordischen Konstrukten und einfachen Melodien basiere, und damit die absolute Antithese einer offenkundigen Virtuosität darstelle. Nur für kurze Momente lasse Jarrett seine Virtuosität durchscheinen, etwa am Beginn von Part V, in dem er eine der ergreifendsten, lyrischsten Passagen des Albums spiele. Auch wenn er nicht mehr in der Lage sei, Auftritte in der Langform in Echtzeit zu absolvieren, habe er mit der Auswahl der Stücke ein mutiges, brodelndes, schönes und absolut harmonisches Ganzes geschaffen.
Für Ueli Bernays (Neue Zürcher Zeitung) zeigen jüngere Aufnahmen wie Rio (2011) oder das neue Album Creation, dass Jarrett sein Solospiel immer wieder variiert und verfeinert.
Nach Ansicht der französischen Zeitung Le Figaro habe Jarrett mit dem suitenartigen Album Creation die Quintessenz seiner Kunst geschaffen: harmonische Komplexität, ohne jemals den Draht zur Melodie zu verlieren, eine Eloge der Langsamkeit und Stille. Keith Jarrett habe in seinem heutigen Spiel zu einer meditativen, profunden und sehr ergreifenden Musik gefunden und eine große Leistung als Produzent dieses Albums bewerkstelligt.
Wolf Kampmann weist in seiner Besprechung des Albums in Jazz thing darauf hin, dass die ausgewählten Stücke allesamt wie „klassische Etüden“ wirken. „So konzentriert in der Struktur, so klar und fast grafisch konturiert“ habe man Jarrett „in seinen Solo-Improvisationen selten gehört. Die ihm oft nachgesagte Inbrunst ist hier komplett zugunsten formaler Strenge aufgegeben worden.“
Colin Fleming sieht in Jarretts Stücken Parallelen zu Erik Saties Gymnopédies, außerdem eine Verbindung zur zeitgleich erfolgten Veröffentlichung der Aufnahmen Jarretts mit Musik von Samuel Barber (Piano Concerto op. 38) und Béla Bartók (Piano Concerto No. 3).

## Erfolg
Das Album erreichte im Mai 2015 für einen Monat die Chartspitze der deutschen Jazzcharts.